# Mira (EP)
Mira es un EP de la banda de rock alternativo Vetusta Morla. 
Incluye seis temas, más una pista bono, entre los que se encuentran grabaciones del primer directo que la banda ofreció en Los conciertos de Radio 3.

## Listado de temas
1. Año nuevo
2. Valiente
3. La gravedad
4. Taxi
5. La marea
6. Al respirar
7. Iglús sin primavera (bonus track)